# Szentdomonkos, Heves
Szentdomonkos  este un sat în districtul Pétervására, județul Heves, Ungaria, având o populație de 465 de locuitori (2011). 

## Demografie
Componența etnică a satului Szentdomonkos
     Maghiari (82,1%)
     Romi (17,9%)
Componența confesională a satului Szentdomonkos
     Romano-catolici (76,99%)
     Fără religie (6,24%)
     Necunoscută (15,91%)
     Reformați (0,86%)
Conform recensământului din 2011, satul Szentdomonkos avea 465 de locuitori. Din punct de vedere etnic, majoritatea locuitorilor (82,1%) erau maghiari, cu o minoritate de romi (17,9%).  Din punct de vedere confesional, majoritatea locuitorilor (76,99%) erau romano-catolici, cu o minoritate de persoane fără religie (6,24%). Pentru 15,91% din locuitori nu este cunoscută apartenența confesională.